# 豬頭棕
豬頭棕，是台灣南投縣竹山鎮的一個傳統地域名稱，位於該鎮中部偏北。相較於今日行政區，其範圍大致包括延祥里南部、桂林里。

## 歷史
台灣清治末期至日治初期，豬頭棕地區為一街庄，稱為「豬頭棕庄」，隸屬於沙連堡。該庄北與埔心仔庄，東與筍仔林庄為鄰，南邊及西邊為大坑庄，西北邊為林杞埔街。
1901年（日治明治三十四年）11月，全台廢縣廳改設二十廳，該庄隸屬於斗六廳。1903年（明治三十六年）6月，該庄編入「林圮埔區」，隸屬於南投廳。1909年（明治四十二年）10月，合併二十廳為十二廳，林圮埔區改隸屬於南投廳。1920年（大正九年），全台地方制度大改正，廢十二廳改設五州二廳，該庄改制為「豬頭棕」大字，隸屬於臺中州竹山郡竹山庄。1931年，竹山庄升格為竹山街。
戰後竹山街改制為竹山鎮，隸屬於臺中縣，大字亦改制為里。1950年10月，中、彰、投分治，竹山鎮改隸屬南投縣。

## 聚落
本地區發展較早的聚落有湖仔、三塊厝、豬頭棕、茄𦭒坑等，在日治期初期的官方地圖上已有記載。此外，本地區尚有筍仔林尾聚落。

## 交通
省道台3線（集山路三段、大明路、集山路三段）俗稱「內山公路」，是臺北至屏東的幹道，大致以東北東—西南西走向轉東北微北—西南微南走向再轉東南東—西北西走向經過本地區北部及西北部邊界外不遠處。由該道路向東北東轉北北東經國道3號竹山交流道連絡道路口後轉西北微北再轉北可前往名間、南投、草屯、霧峰等地；向西北西出竹山市區可前往林內、斗六、古坑、梅山等地。
鄉道投48線（大智路）是竹山至延和國中的道路，大致以東北—西南走向蜿蜒經過本地區西北部。由該道路向東北可前往埔心子並止於省道台3線路口；向西南繞大彎轉西北可經大坑北部前往竹圍子並止於縣道149號轉角路口。
鄉道投48-1線（中山路）是竹山至內坑橋的道路，其西北側端點位於本地區西北部鄉道投48線路口。由此向東南行，其後轉東蜿蜒而行並止於內坑橋南側的鄉道投48-2線終點路口。
鄉道投48-2線（中正巷）是竹山至內坑橋的另一條道路，其西北側端點位於本地區北部偏西的鄉道投48線路口。由此向東南東蜿蜒而行，其後轉南南東蜿蜒而行，最終止於內坑橋南側的鄉道投48-1線終點路口。